# El Real, Veracruz
El Real är en ort i Mexiko.   Den ligger i kommunen Catemaco och delstaten Veracruz, i den sydöstra delen av landet, 400 km öster om huvudstaden Mexico City. El Real ligger 11 meter över havet och antalet invånare är 240.
Terrängen runt El Real är kuperad åt sydväst, men österut är den platt. Havet är nära El Real åt nordost.  Närmaste större samhälle är Catemaco, 18,2 km sydväst om El Real. 